# Бура жаба
Жаба — рід земноводних ряду безхвості родини жаб'ячі (Ranidae).

## Поширення
Ареал роду займає значну частину Євразії (від Іберійського півострова на заході до Японії включно на сході). Місця перебування бурих жаб пов'язані з лісовими ділянками. У фауні України водяться три види цього роду: трав'яна жаба, R.temporaria, прудка жаба, R. dalmatina, та гостроморда жаба, R. arvalis.

## Морфологія
Для всіх представників характерне переважання в забарвленні коричнюватих тонів, розвиток темних скроневих плям, що починаються вузькими смужками від кінчика морди та йдуть з кожного боку голови через область ніздрів, очей та барабанних перетинок. Спинний бік може характеризуватися розвитком кількох типів візерунка, які зазвичай класифікують, як наявність серединної смуги (морфа «striata» — S), плямистість («maculata» — M), напівплямистість («hemimaculata» — hM), крапчатість («punctata» — P), напівкрапчатість ("hemipunctata — hP) та брак візерунка («чиста», «одноколірна» — «unicolor», U або «burshni», В).

## Генетика
Прудка жаба та Трав'яна жаба характеризуються 26-хромосомним каріотипом, Гостроморда жаба— 24-хромосомним. Лабораторні схрещування євразійських видів, у тому числі видів фауни України (R. temporaria, R. arvalis і R. dalmatina) показали наявність між ними різних форм ізоляції (Kawamura et al., 1981).

## Еволюція роду та проблеми систематики
Істотна мінливість, широкий ареал, багатовекторні еволюційні події, що відбувалися протягом мільйонів років, — усе це сформувало вкрай заплутану картину систематичних відношень у групі. Вагомою причиною цьому стали як суто технічні труднощі у зборі матеріалу для таксономічних порівнянь на такій величезній території, так і суб'єктивні фактори, пов'язані з використанням тих чи інших методів та підходів. Дослідження останніх років, у яких розглядалися б таксономічні взаємостосунки з одночасним залученням усіх трьох видів, обмежені, а їхні результати іноді суперечливі. Наприклад, в одному з них (Green et al., 1993), вказано на більшу близькість між собою трав'яної та прудкої жаб (по відношенню до гостромордої), а в іншому (Межжерін та ін., 1997) — трав'яної та гостромордої (повідношенню до прудкої).
Початок видоутворення західно-палеарктичних бурих жаб пов'язаний з предковою групою, яка проникла в Європу з Азії у ранньому пліоцені. Наступна радіація найвірогідніше була пов'язана з початком радикальних кліматичних перетворень. Вважається, що пліоплейстоценові чергування теплого й холодного кліматів супроводжували розділ палеарктичних бурих жаб на дві групи. Одна (тут і далі вказуються тільки ті таксони цієї групі, які входять до фауни України) у результаті еволюційних перетворень сформувала відгалуження, яке складалося з R. temporaria і R. arvalis, друга — містила R. dalmatina (ранній пліоцен). Дивергенція перших на два окремі таксони видового рангу відбулася на межі раннього та пізнього пліоцену близько 3 млн років тому (Veith et al., 2003).

## Види

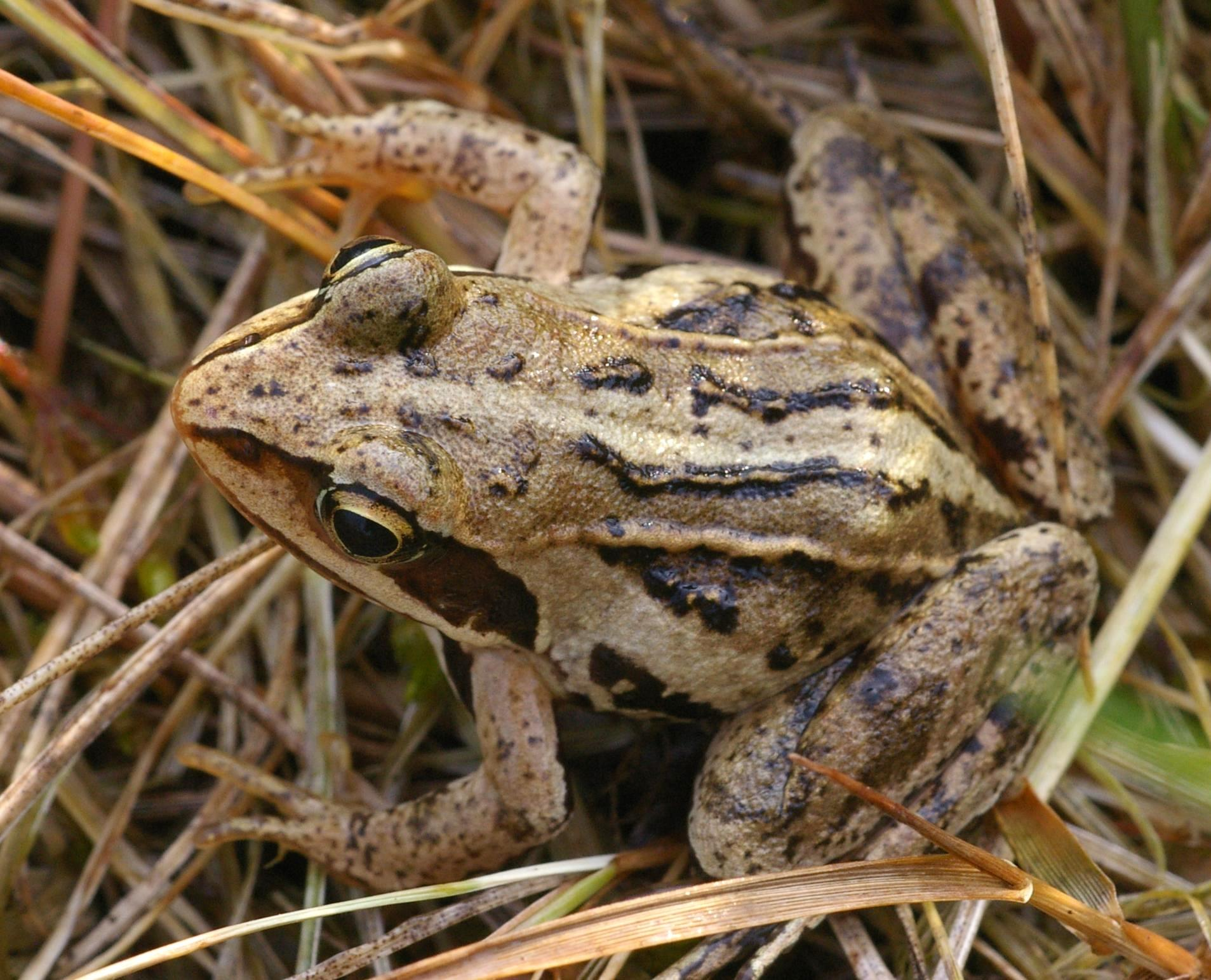
Жаба гостроморда Rana arvalis

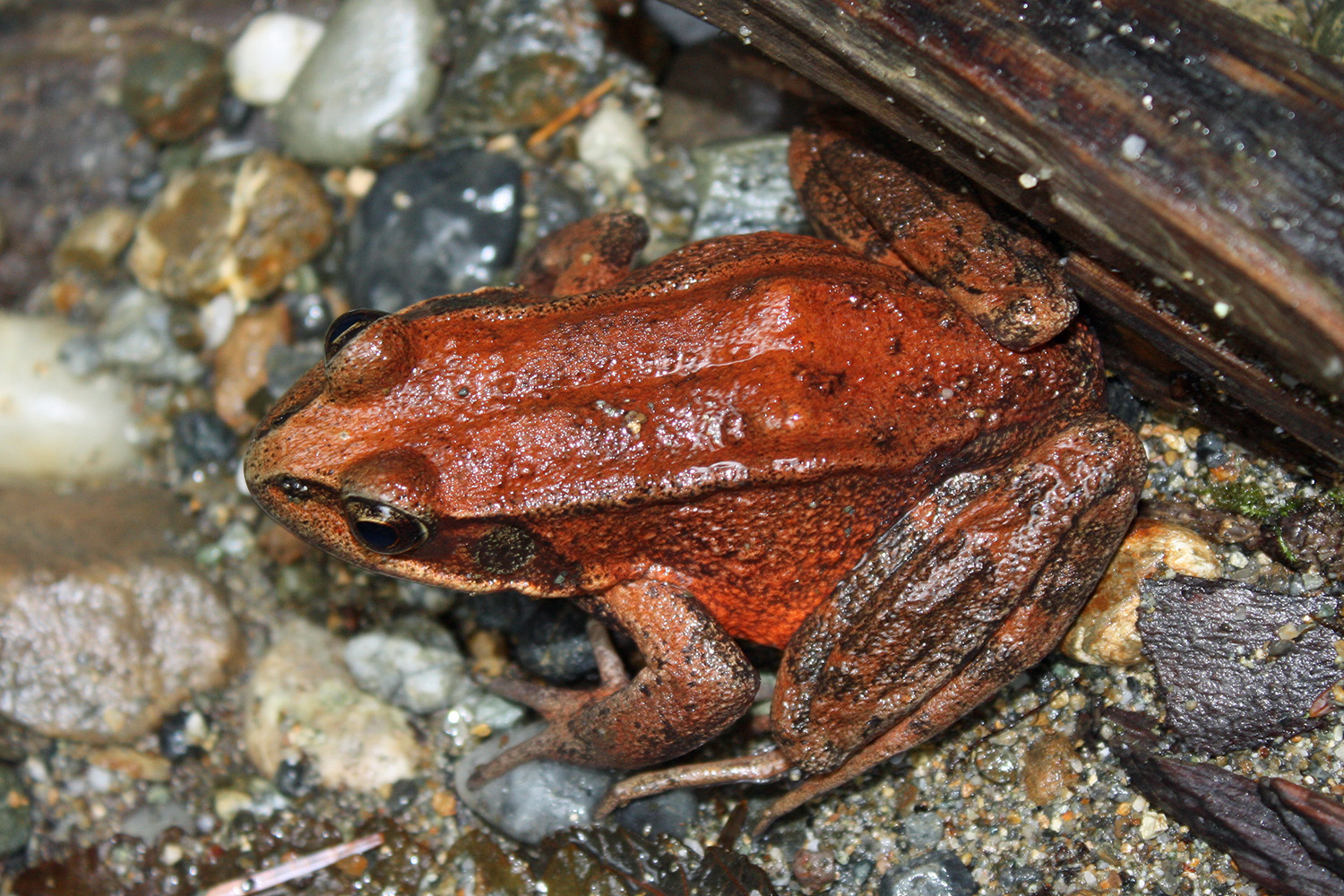
Жаба червононога Rana aurora

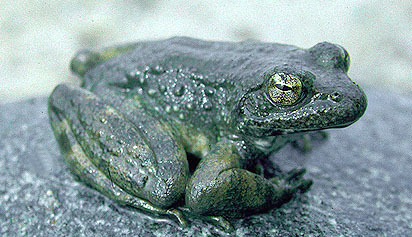
Жаба жовтонога Rana boylii

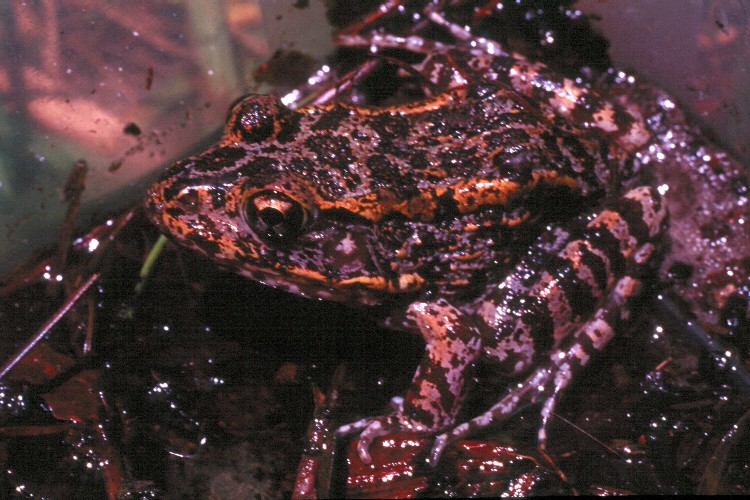
Rana capito

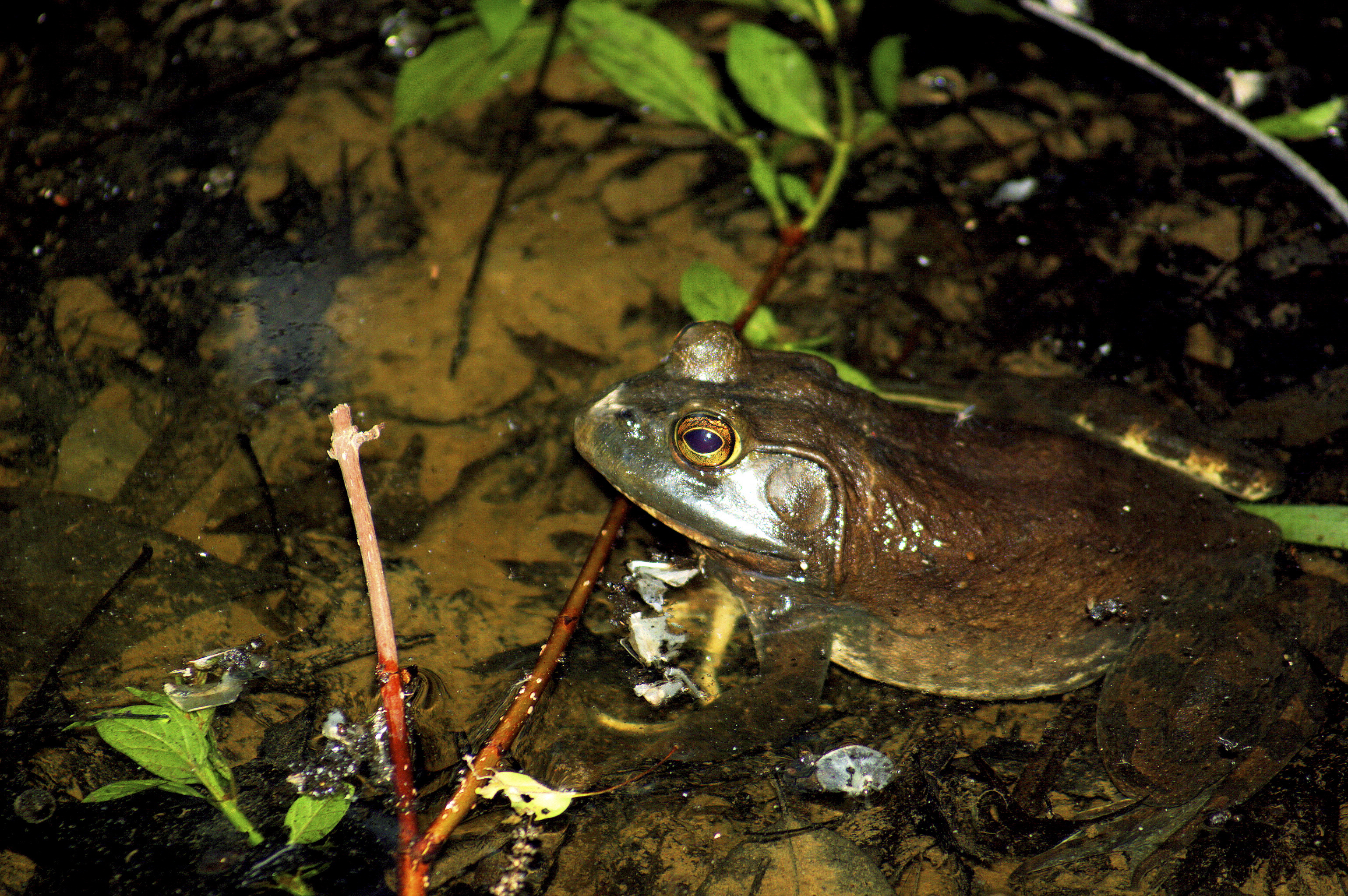
Rana catesbeiana

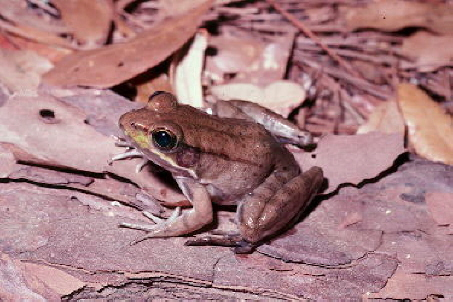
Жаба криклива Rana clamitans

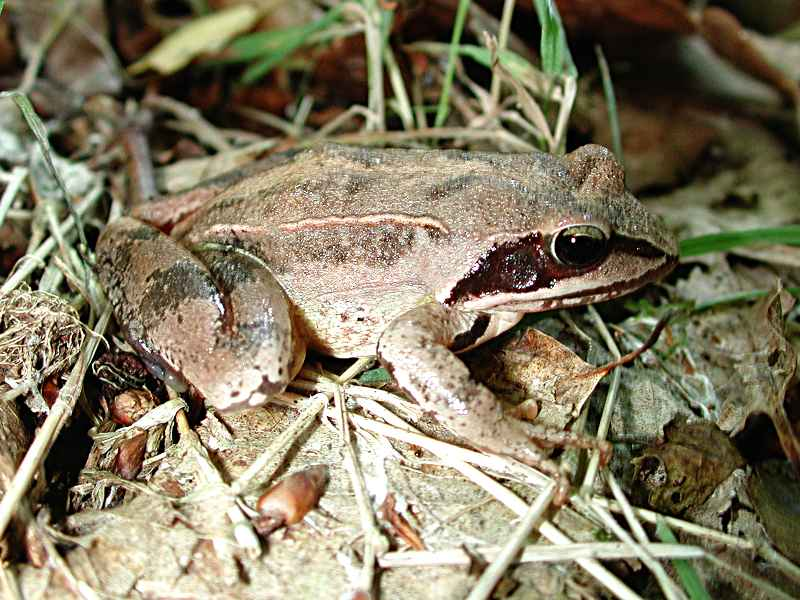
Жаба прудка Rana dalmatina

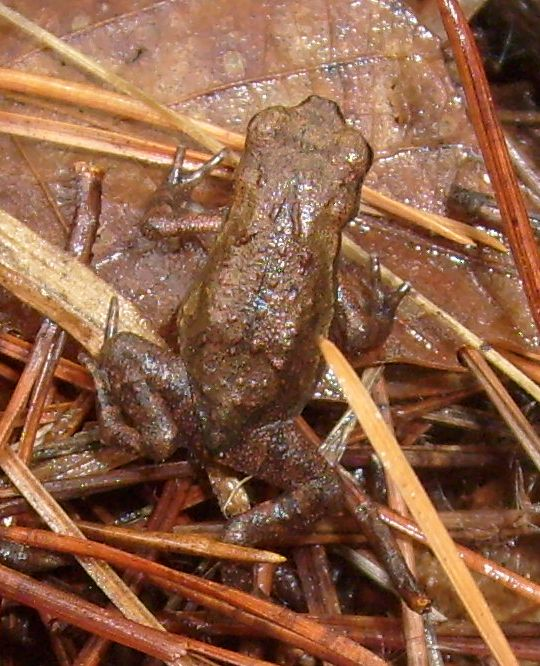
Жаба корейська Rana dybowskii

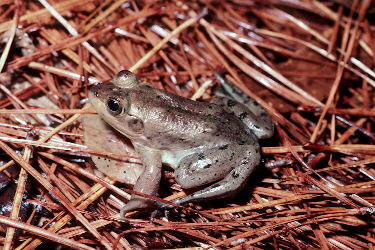
Жаба свиняча Rana grylio

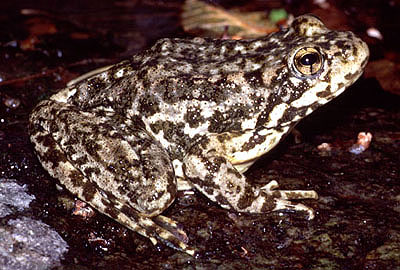
Жаба каліфорнійська Rana muscosa

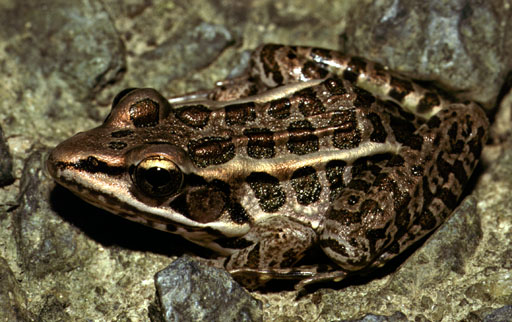
Жаба отруйна Rana palustris

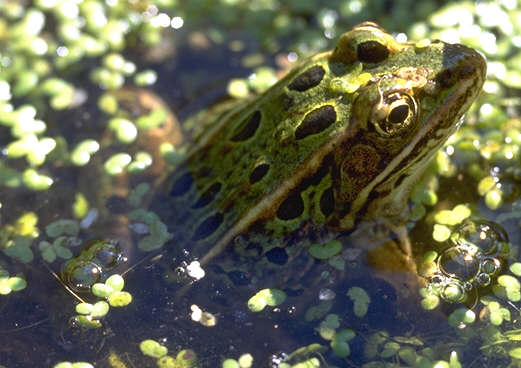
Жаба леопардова Rana pipiens

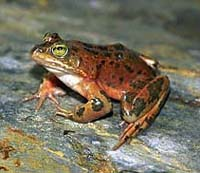
Жаба плямиста Rana pretiosa

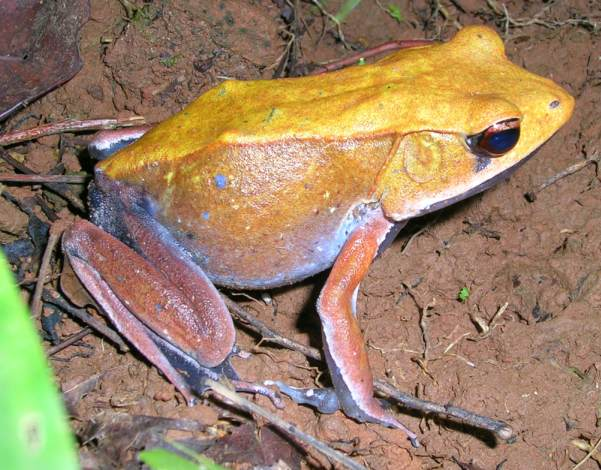
Жаба коротконога Rana curtipes

- Rana amurensis
- Rana areolata[en]
- Rana arvalis — Жаба гостроморда
- Rana asiatica
- Rana aurora[en]
- Rana berlandieri[en]
- Rana blairi[en]
- Rana boylii[en]
- Rana brownorum[en]
- Rana bwana[en]
- Rana camerani
- Rana capito
- Rana cascadae
- Rana catesbeiana
- Rana chaochiaoensis
- Rana chensinensis
- Rana chevronta
- Rana chichicuahutla
- Rana chiricahuensis
- Rana clamitans
- Rana coreana
- Rana dalmatina — Жаба прудка
- Rana draytonii
- Rana dunni
- Rana dybowskii
- Rana fisheri[en]
- Rana forreri[en]
- Rana graeca — Жаба грецька
- Rana grylio[en]
- Rana hanluica[en]

- Rana heckscheri[en]
- Rana holtzi
- Rana huanrenensis[en]
- Rana iberica — Жаба іберійська
- Rana italica[en]
- Rana japonica[en]
- Rana jiulingensis
- Rana johni[en]
- Rana johnsi[en]
- Rana juliani[en]
- Rana kukunoris[en]
- Rana kunyuensis[en]
- Rana latastei
- Rana lemosespinali
- Rana longicrus
- Rana luteiventris
- Rana macroglossa
- Rana macrocnemis
- Rana maculata
- Rana magnaocularis
- Rana matsuoi
- Rana megapoda
- Rana miadis
- Rana montezumae
- Rana multidenticulata
- Rana muscosa
- Rana neovolcanica
- Rana okaloosae
- Rana omiltemana
- Rana onca
- Rana ornativentris
- Rana palmipes
- Rana palustris
- Rana pipiens
- Rana pirica

- Rana pretiosa
- Rana pseudodalmatina
- Rana psilonota
- Rana pueblae
- Rana pueyoi
- Rana pustulosa
- Rana pyrenaica
- Rana sakuraii
- Rana sauteri
- Rana septentrionalis
- Rana sevosa
- Rana shuchinae
- Rana sierrae
- Rana sierramadrensis
- Rana spectabilis
- Rana sphenocephala
- Rana subaquavocalis
- Rana sylvatica
- Rana tagoi
- Rana tarahumarae
- Rana taylori
- Rana temporaria — Жаба трав'яна
- Rana temporalis
- Rana tlaloci
- Rana tsushimensis
- Rana vaillanti
- Rana vibicaria
- Rana warszewitschii
- Rana weiningensis
- Rana wuyiensis
- Rana zhengi
- Rana zhenhaiensis
- Rana zweifeli
- Rana sp. 'Okinawa'